# Mölltorp
Mölltorp är en tätort i Karlsborgs kommun belägen vid Kyrksjön. 

## Historia
Mölltorp är kyrkby i Mölltorps socken och ingick efter kommunreformen 1862 i Mölltorps landskommun. I denna inrättades för orten 30 maj 1941 Mölltorps municipalsamhälle som upplöstes med utgången av 1958. Orten ingår sedan 1971 i Karlsborgs kommun.

### Befolkningsutveckling
| Befolkningsutvecklingen i Mölltorp 1960–2020 | Befolkningsutvecklingen i Mölltorp 1960–2020 | Befolkningsutvecklingen i Mölltorp 1960–2020 | Befolkningsutvecklingen i Mölltorp 1960–2020 | Befolkningsutvecklingen i Mölltorp 1960–2020 |
| -------------------------------------------- | -------------------------------------------- | -------------------------------------------- | -------------------------------------------- | -------------------------------------------- |
|                                              |                                              |                                              |                                              |                                              |
| År                                           |                                              |                                              | Folkmängd                                    | Areal (ha)                                   |
| 1960                                         | 1960                                         |                                              | 770                                          |                                              |
| 1965                                         | 1965                                         |                                              | 880                                          |                                              |
| 1970                                         | 1970                                         |                                              | 1 391                                        |                                              |
| 1975                                         | 1975                                         |                                              | 983                                          |                                              |
| 1980                                         | 1980                                         |                                              | 1 048                                        |                                              |
| 1990                                         | 1990                                         |                                              | 1 124                                        | 129                                          |
| 1995                                         | 1995                                         |                                              | 1 116                                        | 129                                          |
| 2000                                         | 2000                                         |                                              | 1 078                                        | 129                                          |
| 2005                                         | 2005                                         |                                              | 1 079                                        | 129                                          |
| 2010                                         | 2010                                         |                                              | 1 050                                        | 130                                          |
| 2015                                         | 2015                                         |                                              | 1 047                                        | 148                                          |
| 2020                                         | 2020                                         |                                              | 1 084                                        | 149                                          |
|                                              |                                              |                                              |                                              |                                              |

## Samhället
I Mölltorp finns Mölltorps kyrka från 1200-talet. Här finns också skola, daghem, dagligvarubutik med postservice, bibliotek, handelsträdgård, bensinstation, bil- och båtförsäljning. En badplats finns vid Kyrksjön och camping vid Vättersvallen. 
Mölltorp hade tidigare en järnvägsstation på Karlsborgsbanan som öppnade för trafik år 1876. År 1986 lades persontrafiken på järnvägen ner. Stationshuset finns ännu kvar (år 2022). 

## Kända Mölltorpare
- Anki Lidén
- Ludvig Fritzson